# Viviparidad

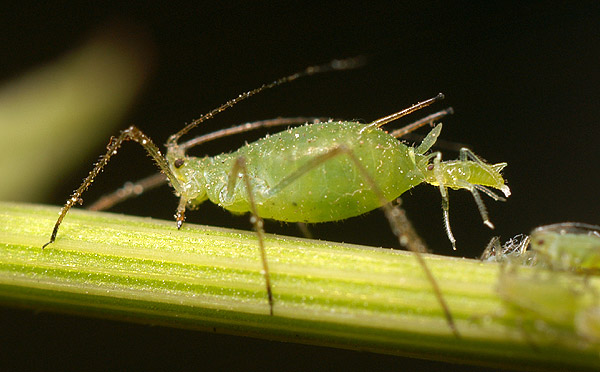
Un pulgón (Aphidoidea) dando a luz de forma vivípara, un modo de reproducción inusual entre los insectos.

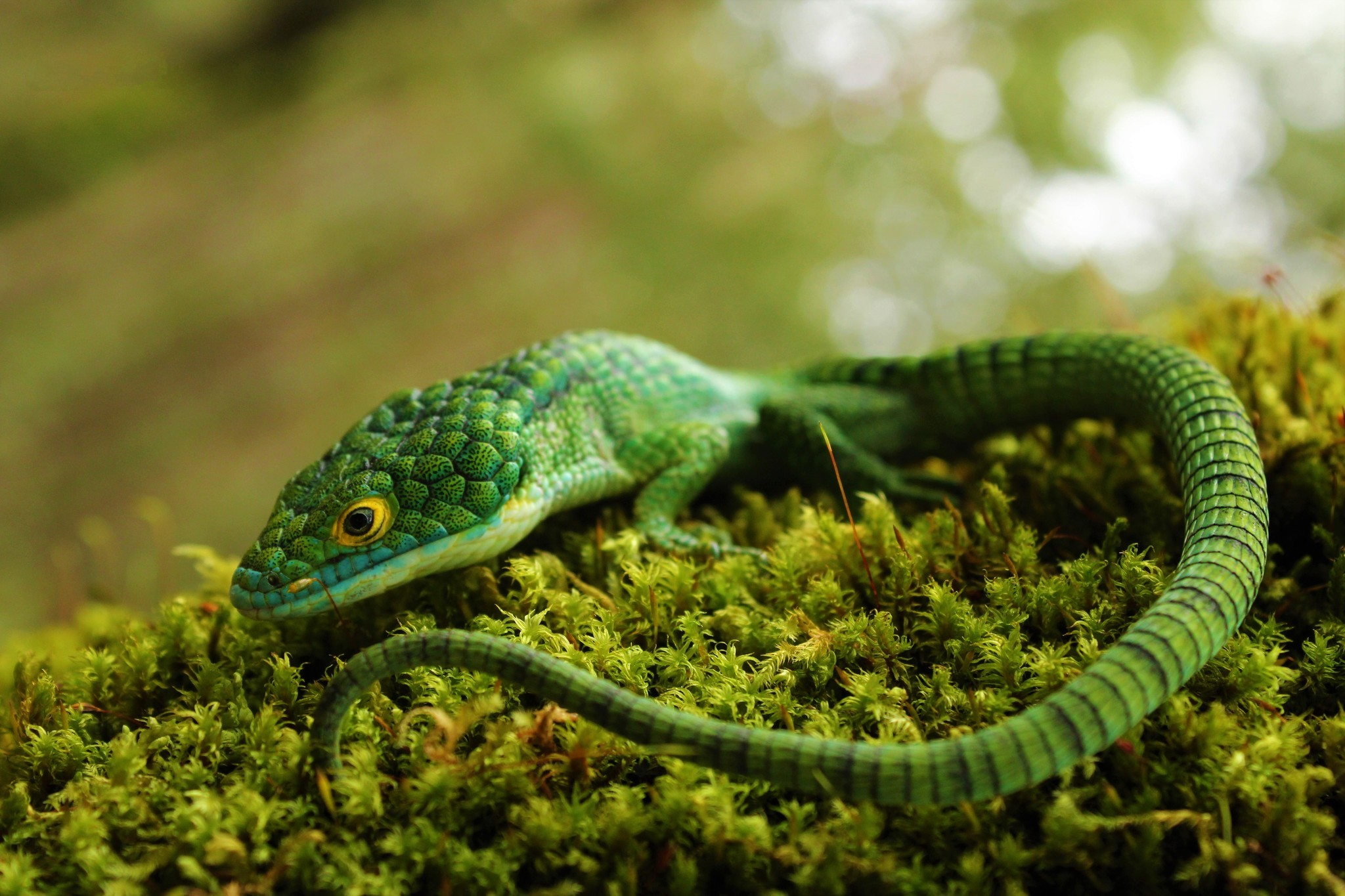
El dragoncito azul mexicano (Abronia graminea) es un claro ejemplo de lagartija vivípara.

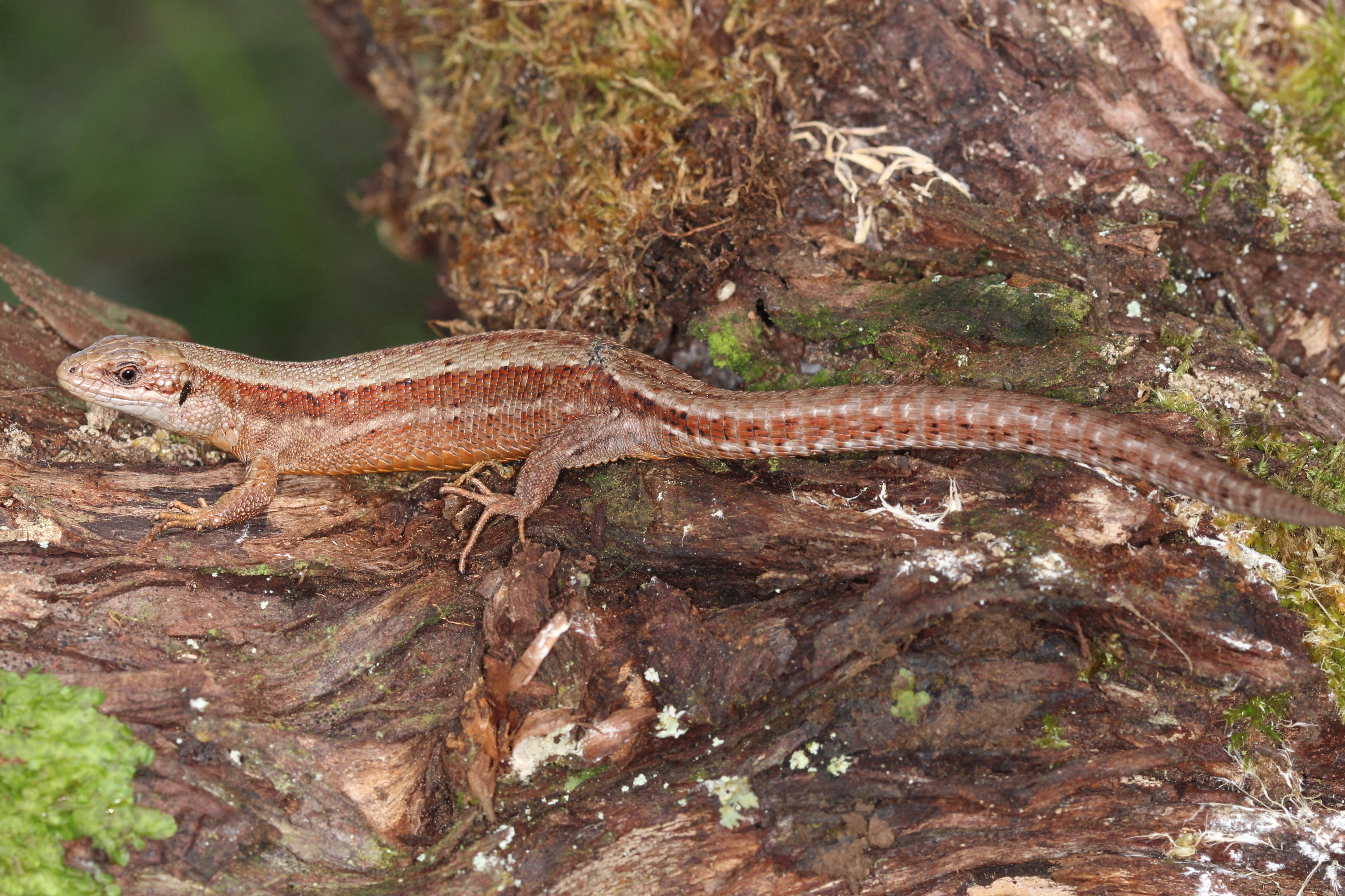
La lagartija de turbera o lagartija vivípara (Zootoca vivipara) es otro ejemplo de lagarto vivíparo.

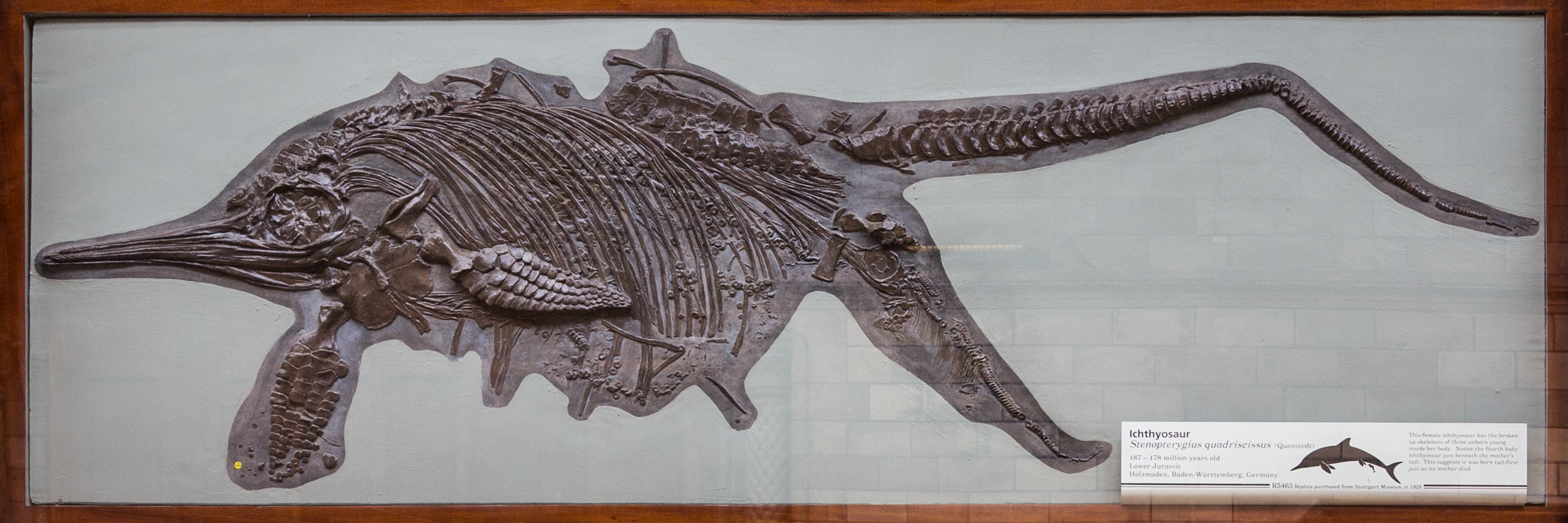
Ejemplo de viviparidad en saurópsidos extintos: fósiles de hembra y embrión de ictiosaurio. (Stenopterygius quadriscissus). El embrión fue expulsado post mortem (Jurásico inferior de Alemania).

La viviparidad es un modo de reproducción caracterizado por el desarrollo del embrión dentro del cuerpo de la madre, donde permanece hasta alcanzar un estado avanzado de formación que permite su nacimiento. Por lo tanto, se denomina vivíparo a cualquier animal cuyo embrión se desarrolla, tras la fecundación, en una estructura especializada del tracto genital —como el útero— dentro del cuerpo de la hembra. En este entorno, la circulación materna proporciona los recursos metabólicos necesarios para el desarrollo del embrión, incluyendo el suministro de nutrientes y oxígeno. Este proceso permite que el embrión forme sus órganos, crezca y madure hasta el momento del nacimiento, o alcance una etapa inicial de independencia metabólica que le permita continuar su desarrollo fuera del útero, ya sea en condiciones nidícolas o nidífugas. El proceso durante el cual se desarrolla el embrión (embriogénesis) en una especie vivípara se denomina gestación. Este proceso implica el suministro de nutrientes y protección al embrión a través de estructuras como la placenta en los mamíferos placentarios, lo que diferencia a la viviparidad de otros modos reproductivos, como la oviparidad y ovuliparidad. Este fenómeno, es un caso de evolución convergente, que se encuentra en grupos de invertebrados y de vertebrados, como mamíferos (placentarios y marsupiales, exceptuando a los monotremas, quienes son mamíferos ovíparos), en algunos escamosos, en algunos peces, y en algunos anfibios anuros y caudados, como los tlaconetes (Plethodontidae). Esto representa una estrategia evolutiva avanzada que confiere ventajas adaptativas en términos de supervivencia de la progenie.

## Etimología
El término vivíparo tiene raíces etimológicas en el latín tardío «vīvīpărus, -a, -um», compuesto por el adjetivo «vīvus», que significa: ‘vivo’, ‘viviente’, ‘que tiene vida’, ‘natural’ o ‘fresco’; y por el verbo «pario, parere», que se traduce como: ‘parir’ o ‘dar a luz’. El adjetivo «vīvus» deriva a su vez del verbo vivo, «vivere» (‘vivir’, ‘existir’, ‘tener vida’), relacionado con la raíz indoeuropea gwei- (‘vivir’). Por su parte, pario proviene de la raíz indoeuropea pere- (‘producir’), la misma que origina términos como nulípara, multípara, unípara, ovíparo y ovovivíparo.
El uso temprano de vīvīpărus se registra en la obra Apología del escritor latino Apuleyo (circa 124-170 d. C.), quien empleó la expresión «natura viviparos eorum» para referirse a la naturaleza vivípara de ciertos organismos. Este término latino es un calco de la palabra griega mencionada por Aristóteles «ζωοτοκέω» (zootokéo), que significa ‘ser vivíparo’, y su derivado «ζωοτόκος» (zootokos), traducido como ‘productor de crías vivas’. Estas palabras se componen de «ζωός» (zoós, ‘vivo’) y «τόκος» (tokos, ‘nacimiento’, ‘parto’, ‘alumbramiento’). Ambas derivan del verbo griego «τίκτω» (tíktō, ‘engendrar’, ‘parir’).
En inglés, viviparous apareció por primera vez en 1646 en la obra Pseudodoxia Epidemica (Sobre errores vulgares) del autor británico Thomas Browne (1605-1682). Browne utilizó el sufijo -parous, del latín -parus, para describir a las hembras que paren crías vivas, junto con términos como oviparous y semelparous, este último relacionado con la semelparidad en biología.

## Viviparidad vegetal

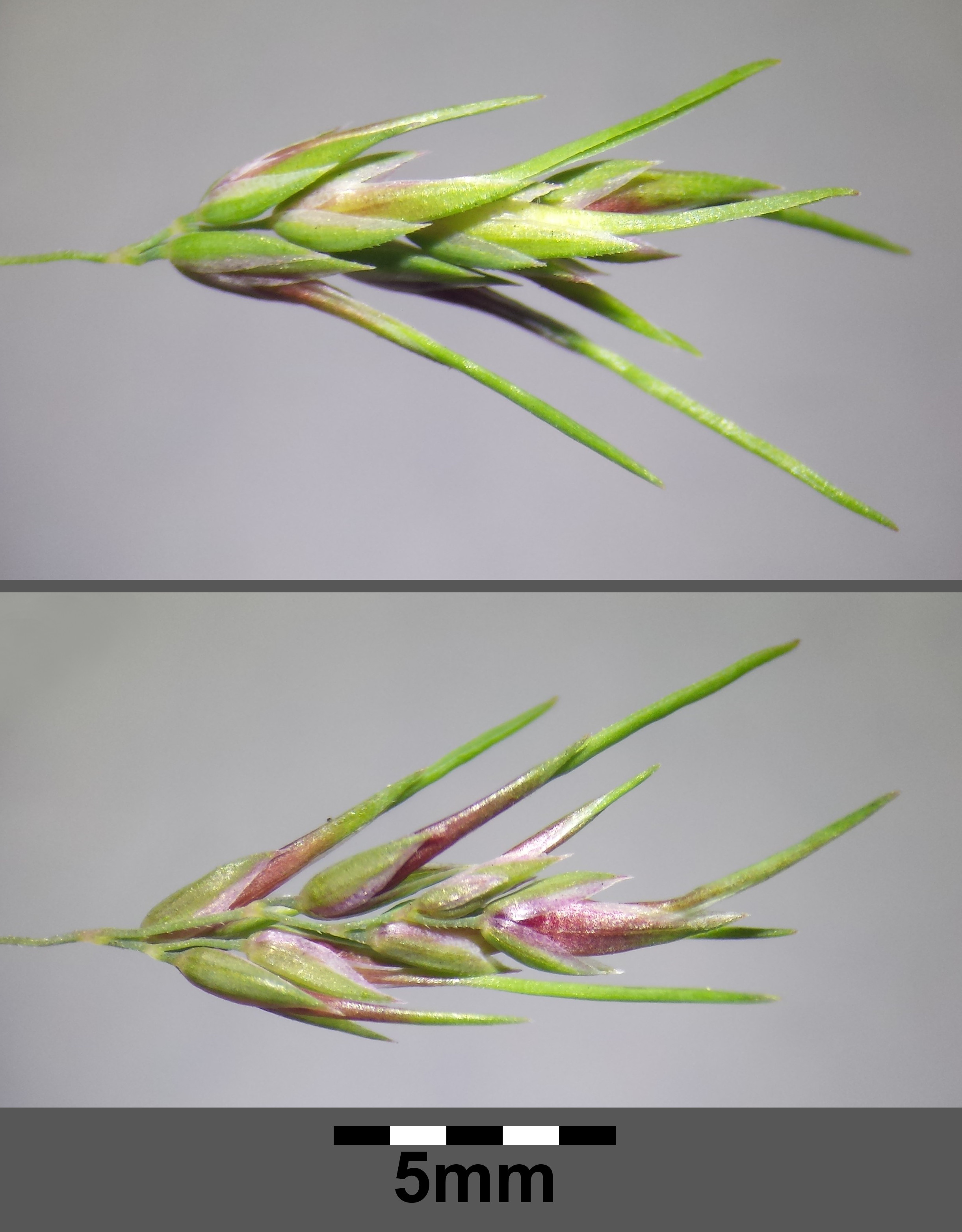
Espiga de Poa bulbosa con semillas (arriba) y las mismas germinando en la planta (abajo).

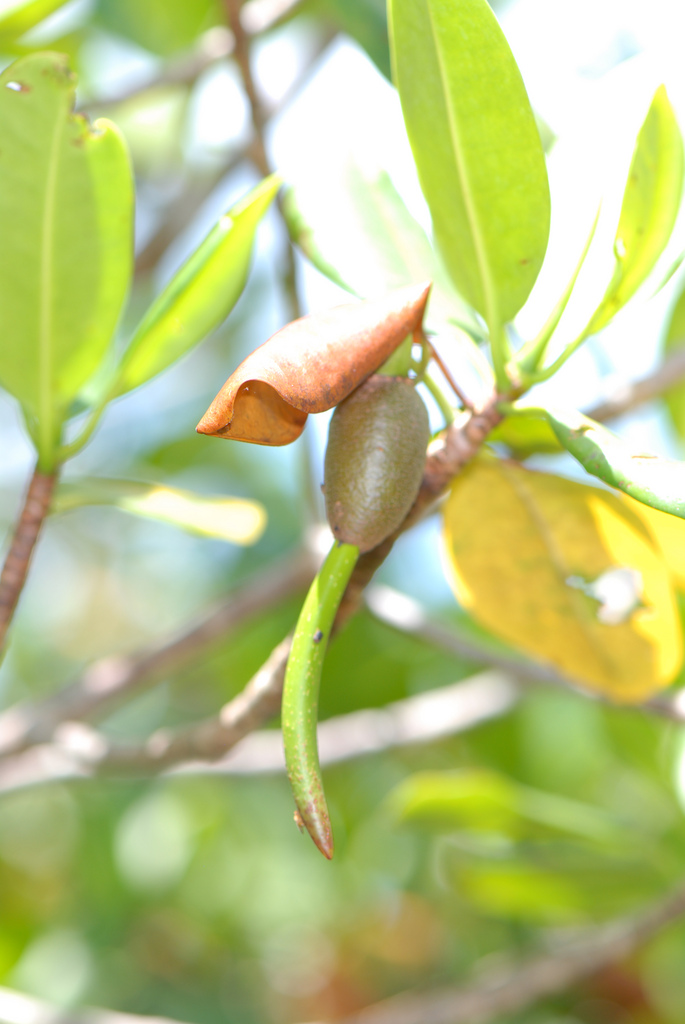
Fruto germinando del mangle rojo o tabché (Rhizophora mangle), aún en el árbol.

El término viviparidad o vivipario se utiliza en botánica para designar un modo de reproducción donde la germinación de las semillas se produce y forma propágulos mientras aún se encuentran en el fruto adherido a la planta madre. Este es un caso extremo de las llamadas semillas recalcitrantes. Este desarrollo se puede observar en los mangles (por ejemplo el mangle rojo o tabché), en los agaves, entre las hierbas poáceas, y en ciertos cactus epífitos cultivados (Epiphyllum phyllanthus o Rhipsalis pilocarpa, por ejemplo).

## Modos de reproducción vivíparos

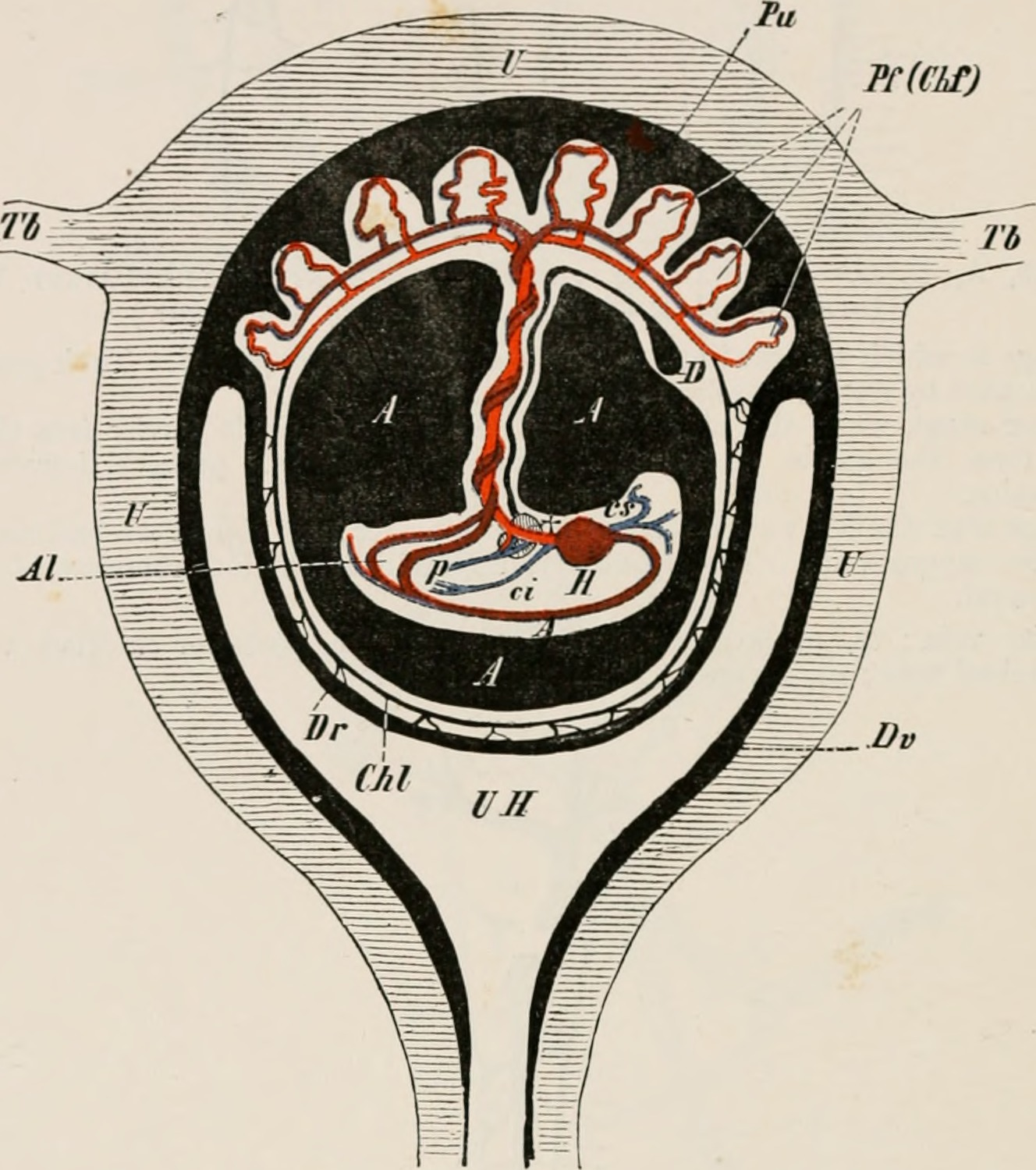
Viviparidad hemotrófica: un embrión de mamífero (centro) unido por su cordón umbilical a una placenta (arriba) que le proporciona alimento.

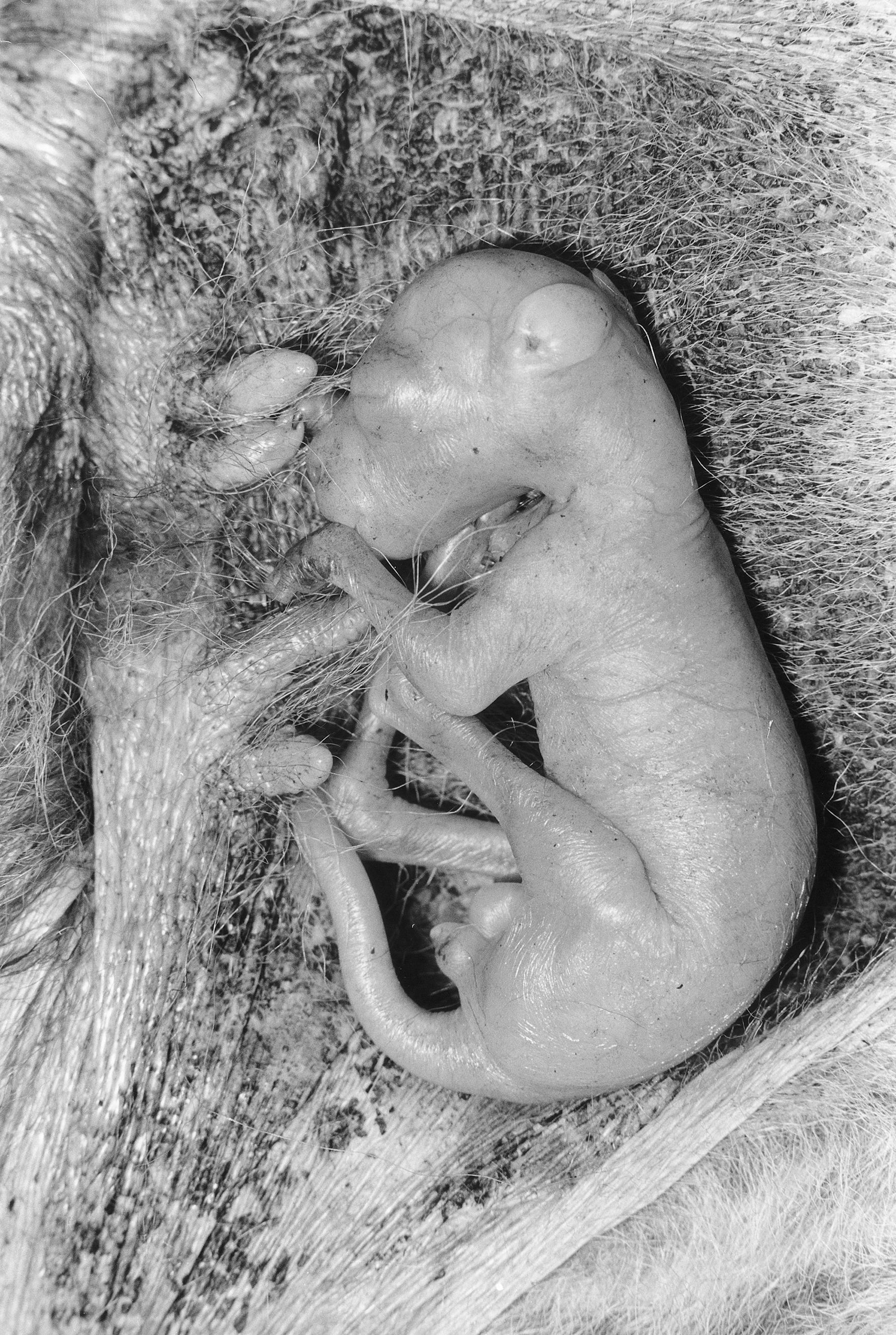
Viviparidad histotrófica: embrión de canguro a los 50 días, alimentándose en el marsupio de la madre (fuera del útero).

Los modos de reproducción sexual se diferencian en cinco diferentes, en animales, basados en las relaciones entre el cigoto (fecundación de dos gametos, células sexuales, es decir, el óvulo fecundado) y los padres. Estos incluyen dos modos no vivíparos: la ovuliparidad, con fertilización externa, en donde los ovocitos se liberan al ambiente y son fecundados fuera del cuerpo por el macho, como en los peces y mayoría de los anfibios; y la oviparidad, con fertilización interna, donde la hembra pone cigotos en forma de huevos con una gran cantidad de vitelo para alimentar al embrión mientras permanece en el huevo. En este modo, el huevo no se retiene en el cuerpo, o solo por un tiempo limitado. Ocurre en la mayoría de saurópsidos incluyendo todas las aves, en algunos peces y en los mamíferos monotremas, como el ornitorrinco y los equidnas.
Estos modos se distinguen de la viviparidad, que abarca todos los mecanismos que conducen al nacimiento de crías vivas:
- Viviparidad histotrófica: Los cigotos se desarrollan en los oviductos de la hembra, pero obtienen nutrientes mediante oofagia o adelfofagia (canibalismo intrauterino de piel o tejido glandular, huevos o embriones hermanos). Esto ocurre en tiburones, como en el tiburón tigre de arena (Carcharias taurus) y en la salamandra negra alpina (Salamandra atra).
  - Viviparidad histotrófica en marsupiales: Los marsupiales son vivíparos histotróficos o vivíparos aplacentarios porque, aunque presentan una etapa inicial de desarrollo dentro del útero de la madre, el intercambio de nutrientes entre la madre y el embrión ocurre de manera limitada y sin una placenta completamente desarrollada. Durante esta fase, el embrión depende en gran medida del vitelo presente en el saco vitelino y de las secreciones uterinas, las cuales son absorbidas por el embrión a través de su saco vitelino. Este mecanismo es característico de la viviparidad histotrófica, en la que el desarrollo embrionario depende parcialmente de los nutrientes almacenados y de los aportados por secreciones maternas. El período gestacional en marsupiales es relativamente corto en comparación con los mamíferos placentarios. Los embriones nacen en una etapa de desarrollo muy temprana, lo que limita la necesidad de una placenta especializada para el suministro continuo de nutrientes. Una vez nacidos, los neonatos se trasladan al marsupio (bolsa materna), donde se adhieren a una o más glándulas mamarias para continuar su desarrollo mediante la lactancia. Este segundo período de desarrollo fuera del útero pero dentro del marsupio es crítico para su maduración. En los marsupiales, el saco vitelino se encuentra en contacto con la pared uterina de la madre, permitiendo un intercambio de nutrientes limitado. Sin embargo, no se forma una placenta corioalantoidea plenamente funcional como la que se observa en los placentarios.[4][20][21][22]
- Viviparidad hemotrófica: Los nutrientes son proporcionados por la madre, a menudo a través de una forma de placenta, como en los mamíferos , excepto en los marsupiales y los monotremas. Por ejemplo, en la rana marsupial común (Gastrotheca ovifera), los embriones son alimentados por la madre a través de branquias especializadas. El eslizón de hierba del sur (Pseudemoia pagenstecheri) y la mayoría de los mamíferos exhiben este tipo de viviparidad.
  - Viviparidad placentaria: Considerada la forma más desarrollada de viviparidad, es parte de la viviparidad hemotrófica. Los mamíferos placentarios, incluidos los humanos, son el ejemplo más conocido, pero adaptaciones similares se encuentran en otros animales como ciertos escorpiones, cucarachas, algunos géneros de tiburones y serpientes, y especies de gusanos terciopelos.
- Ovoviviparidad: Una forma menos desarrollada de viviparidad, en donde existe una retención de cigotos en el cuerpo de la hembra o del macho, pero no existen interacciones tróficas entre el cigoto y los padres. Ocurre en la mayoría de las víboras y peces óseos vivíparos (Poeciliidae), además en el lución (Anguis fragilis); en los caballitos de mar, en donde los cigotos se retienen en el "marsupio" ventral del macho; en la ranita de Darwin (Rhinoderma darwinii), en donde los cigotos se desarrollan en el saco vocal; y en las ranas australianas recientemente extintas del género Rheobatrachus, en donde los cigotos se desarrollaban en el estómago. El término puede ser redefinido como la retención prolongada de huevos ovíparos.[3] También ha sido usado para referirse en la literatura herpetológica, a las especies vivíparas que proporcionan nutrientes a la madre pero no utilizan placenta.[23] Este uso erróneo generalizado del término ha provocado confusión sobre lo que los autores anteriores querían decir al utilizar el nombre. En la práctica moderna se ha visto el desuso del término ovoviviparidad en favor de las definiciones más específicas de oviparidad y viviparidad lecitotróficas y matrotróficas.[11]

## Nutrición y contacto materno-embrión
En los vivíparos, el desarrollo embrionario se lleva a cabo dentro del cuerpo de la madre, donde el embrión obtiene nutrientes, protección y soporte para su desarrollo. En todas las especies vivíparas parece haber algún grado de transferencia de nutrientes de la madre al embrión. Este proceso implica diversas estrategias reproductivas que se agrupan bajo los conceptos de viviparidad lecitotrófica y viviparidad matrotrófica, según el origen de los nutrientes que sostienen al embrión.
- Viviparidad lecitotrófica: En este tipo de viviparidad, el embrión depende principalmente del vitelo almacenado en el huevo para su nutrición. Aunque el desarrollo ocurre dentro del cuerpo de la madre, no hay un intercambio significativo de nutrientes entre esta y el embrión. Este tipo de viviparidad es común en peces y reptiles.
- Viviparidad matrotrófica: En este caso, la madre suministra nutrientes adicionales al embrión durante su desarrollo, más allá de los almacenados en el vitelo. Esto se logra mediante diversos mecanismos de transferencia de nutrientes, que pueden clasificarse en dos formas principales mencionadas anteriormente:[5][6]
  - Viviparidad histotrófica.
  - Viviparidad hemotrófica: En los mamíferos placentarios, la transferencia de nutrientes ocurre a través de una placenta funcional.

La diversidad en los mecanismos de viviparidad refleja adaptaciones específicas a diferentes presiones evolutivas. Por ejemplo, la viviparidad hemotrófica permite un mayor control materno sobre el desarrollo del embrión, mientras que la viviparidad histotrófica puede maximizar el éxito reproductivo en ambientes con recursos limitados. La viviparidad asegura una mayor supervivencia embrionaria al proteger al embrión dentro del cuerpo materno, pero también impone un alto costo energético para la madre, lo que ha llevado al desarrollo de complejas estrategias fisiológicas y anatómicas.
En las especies vivíparas, las estrategias de nutrición embrionaria y el contacto entre los tejidos maternos y embrionarios varían ampliamente según el grupo taxonómico y el grado de especialización reproductiva. En las especies hemotróficas, como los mamíferos del suborden Theria (marsupiales y placentarios), algunos eslizones y ciertos peces, la placenta actúa como un órgano especializado para el intercambio de nutrientes, gases y la eliminación de desechos metabólicos. Este órgano establece un contacto íntimo entre los tejidos maternos y embrionarios, aunque mantiene una barrera placentaria que regula dicho intercambio y previene la transmisión de patógenos.
Además de su función en la nutrición, la placenta desempeña un papel esencial en la protección inmunológica del embrión y en la regulación de su desarrollo mediante señales endocrinas. Por otro lado, aunque la placenta es la estructura predominante en especies hemotróficas, el saco vitelino, característico de especies lecitotróficas, puede especializarse en algunos vivíparos matrotróficos para participar en el intercambio de nutrientes durante las primeras etapas del desarrollo embrionario. En algunos saurópsidos y peces vivíparos, las paredes uterinas maternas producen secreciones conocidas como histotrofo, las cuales son absorbidas directamente por el embrión o consumidas mediante estructuras bucales especializadas. Este tipo de nutrición, denominada histotrofia, implica un intercambio de nutrientes sin la intermediación de una placenta compleja.
La interacción célular entre la madre y el embrión también juega un papel crucial en vivíparos placentarios. Las células trofoblásticas del embrión se adhieren al endometrio materno, lo que permite un intercambio eficiente de nutrientes y gases, siendo este contacto íntimo indispensable para el desarrollo embrionario.

### Estrategias de nutrición embrionario
Las líneas evolutivas vivíparas han desarrollado diversas estrategias para nutrir a sus embriones, que incluyen:
- Placentotrofia (parcial o completa): Intercambio a través de la placenta.[27]
- Adelfofagia: Consumo de otros embriones en desarrollo dentro del útero.[31]
- Histotrofia: Absorción de secreciones uterinas o descamación del epitelio uterino.[32]
- Lactancia intrauterina: Nutrición a través de tropfonemas, estructuras especializadas para suministrar leche uterina.[33]
- Ovatrofia: Utilización de nutrientes del propio óvulo no fertilizado en el útero.[25]

Estas estrategias pueden emplearse de manera combinada o alternada, como en casos de lecitotrofia + placentotrofia o ovatrofia + adelfofagia, dependiendo de las necesidades y la biología de la especie.

### Mamíferos therianos
En los mamíferos theria, la nutrición embrionaria se realiza exclusivamente a través de la placenta y el cordón umbilical. A diferencia de las especies ovíparas, en las que el embrión se desarrolla en un medio externo, el óvulo fertilizado en los mamíferos therianos permanece en el tracto genital de la hembra hasta su expulsión en el momento del nacimiento, lo que garantiza un entorno controlado para el desarrollo.

### En tiburones
Algunas especies de tiburones —como los tiburones martillo, los tiburones carcarrínidos, y los tiburones musolas— son vivíparas y tienen un cordón umbilical unido a su placenta.

### Eslizones

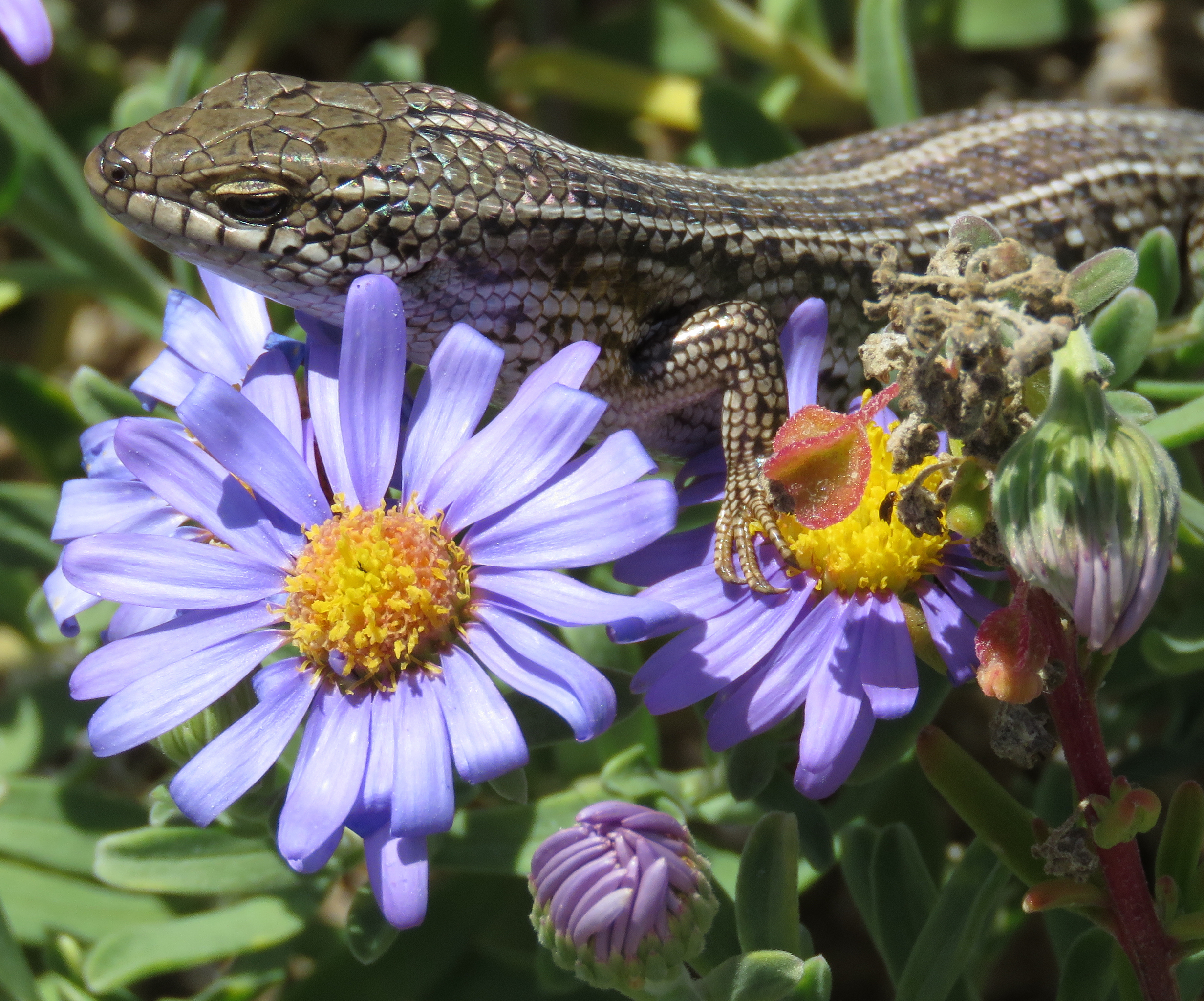
Trachylepis capensis

En los eslizones del género Trachylepis, la placenta transporta casi todos los nutrientes al embrión. Los huevos, muy pequeños (1 mm de diámetro), tienen poco vitelo y una cáscara delgada. La membrana del cascarón es vestigial y desaparece rápidamente, permitiendo la absorción de nutrientes de las secreciones uterinas. El embrión desarrolla tejidos coriónicos invasivos que crecen entre las células del útero hasta que puedan absorber nutrientes directamente de los vasos sanguíneos maternos. A medida que penetra en el revestimiento, el tejido embrionario crece agresivamente hasta formar láminas de tejido debajo del epitelio uterino. Finalmente lo eliminan y lo reemplazan, haciendo contacto directo con los capilares maternos. Este fenómeno es considerado único, pues, una placenta endoteliocorial de este tipo es fundamentalmente diferente de la de cualquier reptil vivíparo conocido.

### Relación TSD y viviparidad
No existe una relación directa entre los mecanismos de determinación sexual y la viviparidad u oviparidad. La determinación del sexo dependiente de la temperatura (TSD), que no puede operar en ambientes acuáticos, se observa únicamente en reptiles vivíparos terrestres. Por el contrario, especies vivíparas marinas, como serpientes marinas y reptiles extintos del Cretácico (mosasaurios, ictiosaurios y plesiosaurios), utilizan la determinación sexual genotípica (cromosomas sexuales), al igual que aves y mamíferos. Esta última también se encuentra en la mayoría de los reptiles, incluidos muchos vivíparos como Pseudemoia entrecasteauxii, mientras que el TSD aparece en algunos vivíparos como el eslizón montano (Eulamprus tympanum).

## Evolución

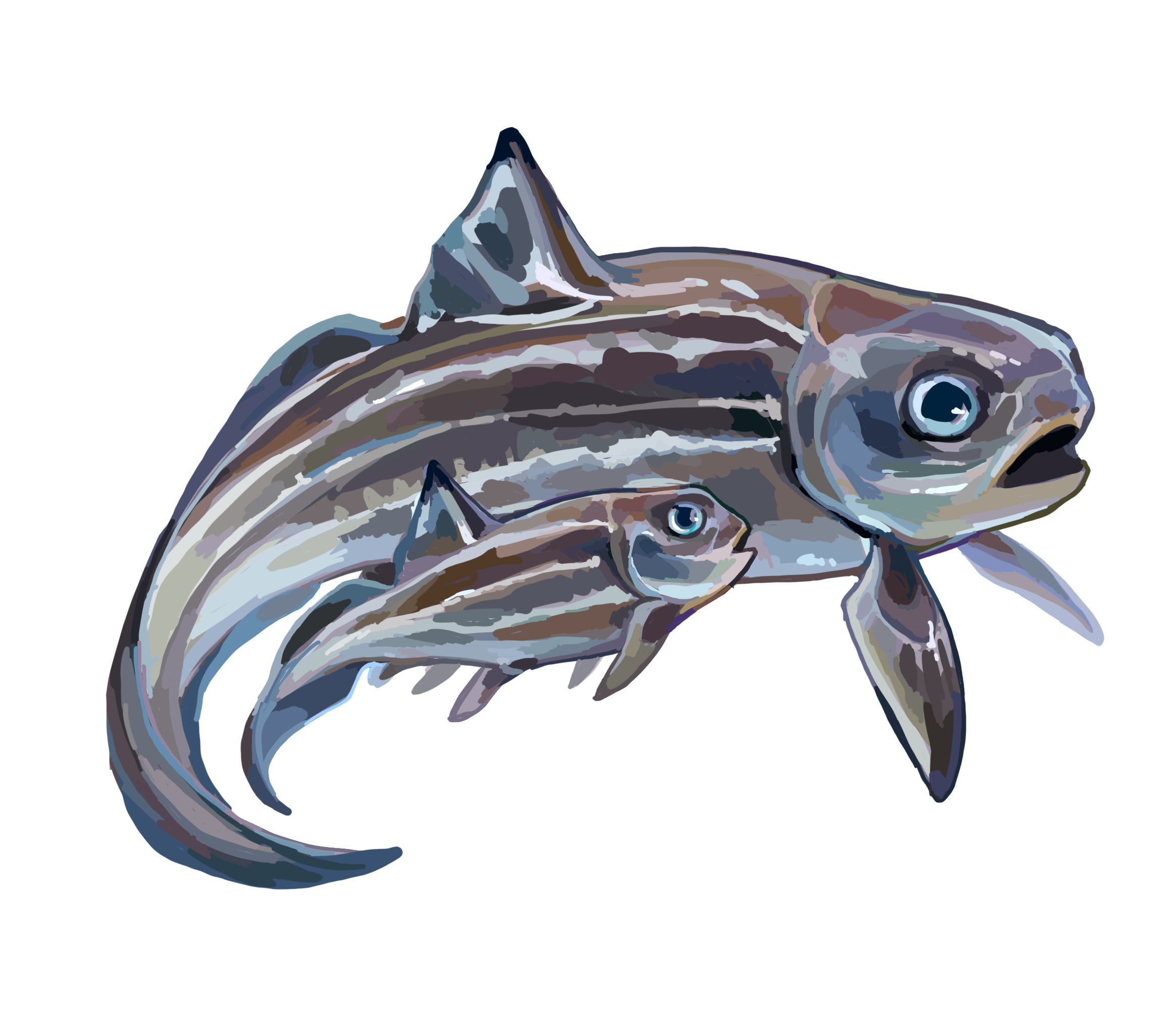
Representación artística de Materpiscis.

En el año de 2008, se describió el fósil que representa la forma más antigua de viviparidad en vertebrados, descubierto en la Formación Gogo por el equipo de John A. Long, del Museo Victoria de Melbourne. Se trata un pez placodermo, Materpiscis attenboroughi, que data de 380 ma (devónico superior, frasniense); lo que significa que la viviparidad habría aparecido 200 millones de años antes de lo estimado anteriormente. El fósil mantiene un embrión no nacido presente dentro de la madre, con una notable preservación de una estructura de alimentación placentaria mineralizada (cordón umbilical).

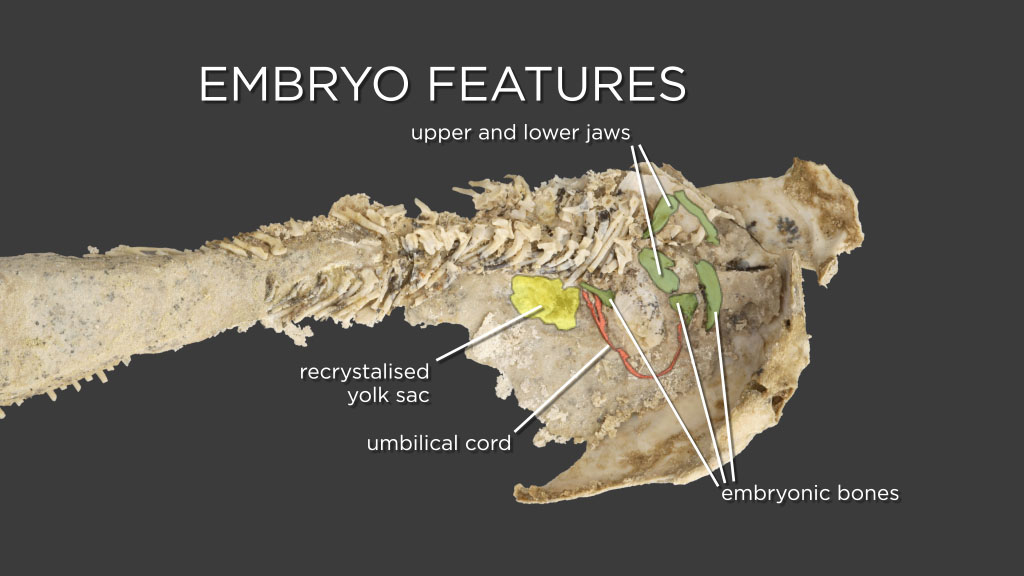
Fósil de Materpiscis attenboroughi con un embrión dentro, hallado en la formación Gogo. Mandíbulas y huesos del embrión en verde, cordón umbilical en rojo y saco de la yema de huevo cristalizada en amarillo.

En general, se cree que la viviparidad y la matrotrofia han evolucionado a partir de una condición ancestral de oviparidad y lecitotrofia (nutrientes suministrados a través de la yema). Una hipótesis tradicional sobre la secuencia de pasos evolutivos que conducen a la viviparidad es un modelo lineal. Según dicho modelo, siempre que la fertilización fuera interna, el huevo podría haberse conservado durante períodos progresivamente más largos en el tracto reproductivo de la madre. A través de generaciones continuas de retención de huevos, la lecitotrofia vivípara puede haberse desarrollado gradualmente; en otras palabras, todo el desarrollo del embrión, aunque todavía con los nutrientes proporcionados por la yema, ocurrió dentro del tracto reproductivo de la madre, después de lo cual ella daría a luz a los jóvenes cuando nacieron. El siguiente desarrollo evolutivo sería una matrotrofia incipiente, en la que los suministros de yema se reducen gradualmente y se complementan con nutrientes del tracto reproductivo de la madre.
De muchas maneras, dependiendo de la ecología y la estrategia de vida de la especie, la viviparidad puede ser más extenuante y más gravosa física y energéticamente para la madre que la oviparidad. Sin embargo, sus numerosos orígenes evolutivos implican que en algunos escenarios debe haber beneficios valiosos para los modos de reproducción vivíparos; las presiones selectivas han conducido a su evolución convergente más de 150 veces entre los vertebrados, y 140 en los invertebrados.
No existe un modo de reproducción que sea universalmente superior en términos selectivos, pero en muchas circunstancias la viviparidad en diversas formas ofrece una buena protección contra parásitos y depredadores. Las variaciones sobre el tema en biología son enormes, desde huevos tróficos hasta la reabsorción de embriones parcialmente desarrollados en tiempos difíciles o cuando son demasiado numerosos para que la madre los lleve a término, pero entre las características más profundamente ventajosas de la viviparidad están varias formas de apoyo fisiológico y protección del embrión, como la termorregulación y la osmorregulación. Dado que la descendencia en desarrollo permanece dentro del cuerpo de la madre, esta se convierte, en esencia, en una incubadora ambulante, que protege a las crías en desarrollo del calor excesivo, el frío, la sequía o las inundaciones. Esto ofrece poderosas opciones para enfrentar cambios excesivos en el clima o cuando los eventos migratorios exponen a las poblaciones a temperaturas o humedades desfavorables.

### Evolución de la reproducción vivípara en los ictiosaurios

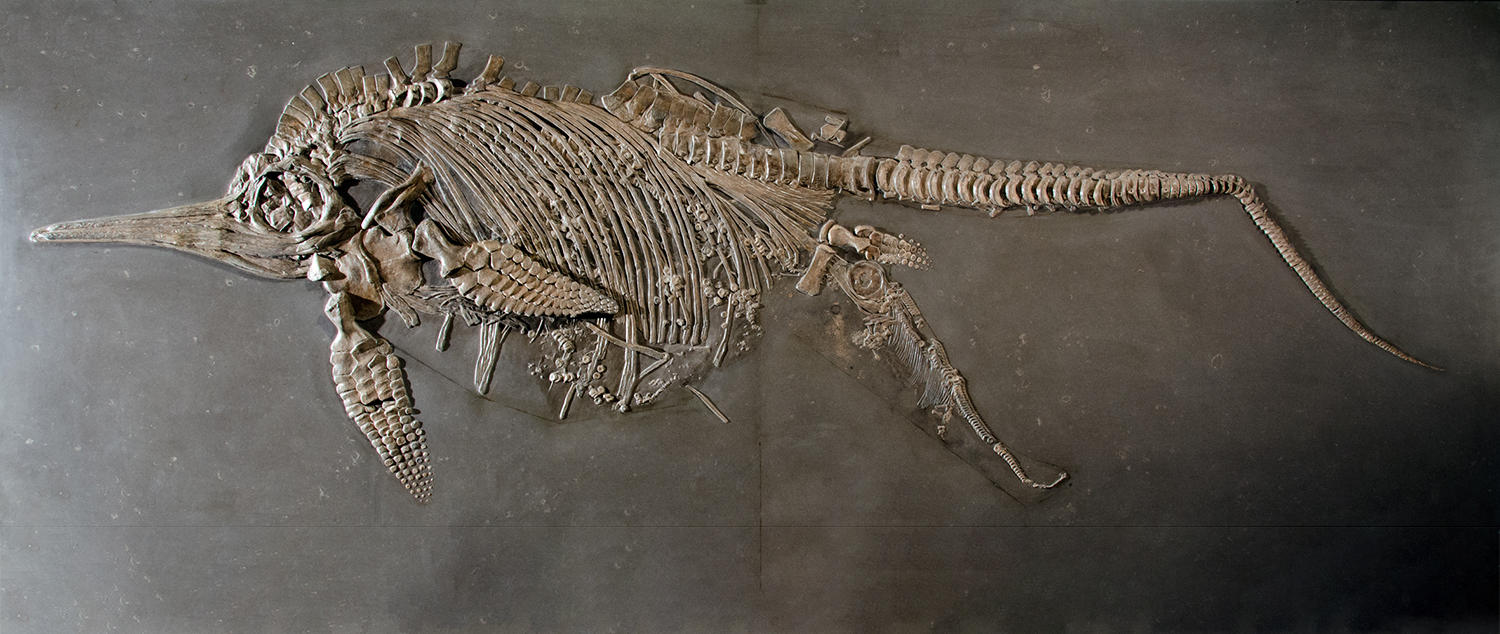
Una hembra de ictiosaurio (Stenopterygius) y su embrión expulsado en el momento de su muerte, (Holzmaden, Alemania).

Los ictiosaurios, fueron un orden de saurópsidos marinos que habitaron los océanos del Triásico Inferior, hace aproximadamente 250 ma, hasta su extinción en el Cretácico Superior, hace unos 90 ma. Este grupo resaltaba, entre otras características, por su sistema de reproducción vivíparo, pariendo crías vivas en lugar de depositar huevos como la mayoría de los saurópsidos.

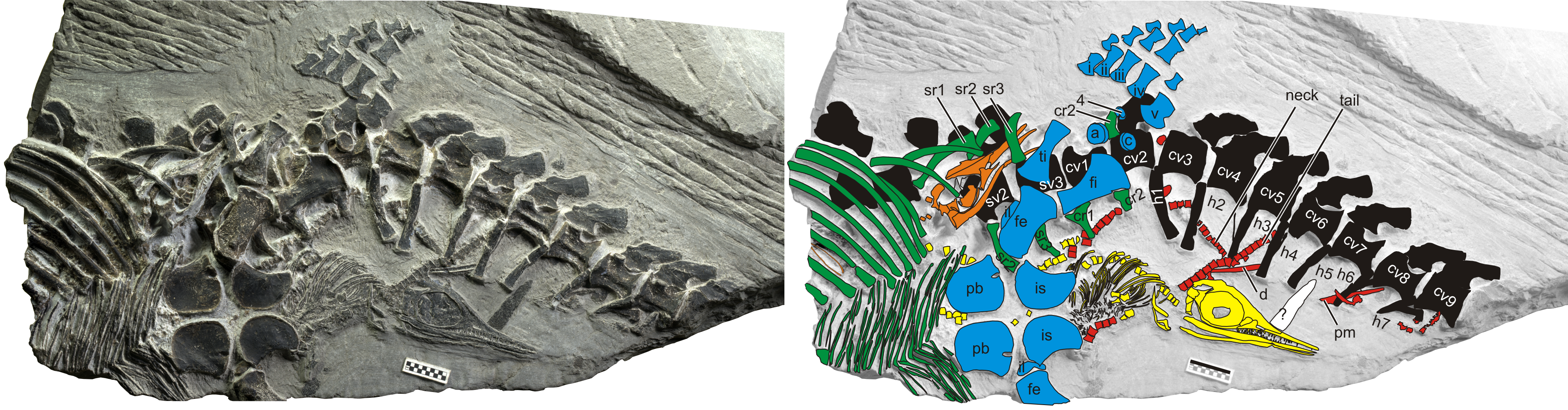
Chaohusaurus con tres juveniles.

En los primeros ictiosaurios, como Chaohusaurus y Cymbospondylus, las crías nacían orientadas de cabeza a cola (orientación encefálica), similar a los saurópsidos terrestres, mientras que las del ictiosaurio Mixosaurus nacían tanto con la cabeza primero como con la cola primero según tres especímenes. Esta orientación implicaba un mayor riesgo de asfixia para las crías durante el parto, especialmente en un entorno acuático, ya que podían inhalar agua antes de emerger por completo. Conforme avanzó su evolución, los ictiosaurios del Jurásico y Cretácico, como Stenopterygius, Besanosaurus, Qianichthyosaurus y Platypterygius, desarrollaron una estrategia distinta: las crías nacían de cola a cabeza (orientación caudal). Se cree que esta estrategia hacía más fácil a la hembra el dar a luz al empujar el cráneo de la cría en lugar de la pelvis, así reduciendo el gasto de energía materna, además, evitaba el riesgo de mortalidad de las crías por asfixia. Este cambio es similar al patrón observado en los cetáceos modernos, como delfines y ballenas. Este tipo de nacimiento garantiza que la cabeza de la cría sea lo último en emerger, lo que facilita una primera respiración exitosa en la superficie.
La evidencia fósil de la reproducción vivípara en los ictiosaurios es excepcionalmente rica y proporciona información directa sobre su biología reproductiva. Ejemplares fósiles han sido hallados con embriones completamente formados dentro de sus cuerpos o en proceso de parto. Uno de los ejemplos más antiguos y conocidos es Chaohusaurus, encontrado en sedimentos del Triásico Inferior en China, que muestra una cría parcialmente nacida en orientación cefálica. Como Chaohusaurus es un ictiopterigio muy basal (anteriormente, el género más basal del que se conocían fetos había sido Mixosaurus), este descubrimiento sugiere que los primeros antepasados terrestres de los ictiosaurios ya habían sido vivíparos. En contraste, fósiles de ictiosaurios posteriores, como Stenopterygius de Alemania, revelan nacimientos caudales, indicando la evolución de este rasgo adaptativo.
El viviparismo permitió a los ictiosaurios independizarse completamente del ambiente terrestre, evitando la necesidad de regresar a tierra para anidar, como ocurre en los reptiles marinos ovíparos actuales, como las tortugas marinas. Este rasgo, combinado con su hidrodinámica cuerpo de pez y habilidades natatorias avanzadas, consolidó su éxito como depredadores en los ecosistemas marinos mesozoicos.

### Evolución en lagartos y serpientes
En los saurópsidos escamosos existe una correlación entre las grandes altitudes o latitudes, los climas más fríos y la frecuencia de la viviparidad. La idea de que la tendencia a favorecer la retención selectiva de huevos en condiciones más frías surge de los beneficios termorreguladores y que en consecuencia promueve la evolución de la viviparidad como adaptación se conoce como «la hipótesis del clima frío». En palabras más simples, se cree que el viviparismo en escamosos se debe a las temperaturas frías, grandes y altitudes, así como adicionalmente la oxigenación. Ejemplos de esto son las lagartijas frinosomátidas y los dragoncitos (Abronia).